# 松川奈央
松川 奈央（まつかわ なお、7月5日 - ）は、日本の女性声優。以前はディーカラーに所属していた。アミューズメントメディア総合学院出身。

## 出演作品
※太字はメインキャラクター。

### テレビアニメ
2011年
- 輪るピングドラム（ホステス）[2]

2012年
- 戦国コレクション（サッカー部員）[2]

### ゲーム
アプリ
- オトギア（ヘンゼル[2][3]）

2008年
- サムライスピリッツ閃（アンジェリカ[2][4][5]）※アーケード

2009年
- サムライスピリッツ閃（アンジェリカ）※Xbox 360

2011年
- サムライスピリッツ閃（アンジェリカ）※ネットワーク型業務用ビデオゲーム筐体NESiCAxLiveにてダウンロード配信

### ラジオ番組
- アニたまどっとコムブリッジナビゲーター（2006年5月）[1]